# Oliver Mark
Oliver Mark (Gelsenkirchen, 20 februari 1963) is een Duitse fotograaf en kunstenaar. Hij is vooral bekend om zijn portretten van internationale persoonlijkheden. 

## Fotografie
Sinds de jaren 90 heeft hij vaak beroemdheden gefotografeerd en werd hij bekend door zijn portretten van Anthony Hopkins en Jerry Lewis. Andere mensen die hij heeft geportretteerd zijn publieke figuren als Angela Merkel, Paus Benedictus XVI en Joachim Gauck, maar ook sterren als Ben Kingsley, Cate Blanchett en Tom Hanks. Zijn persoonlijke interesse gaat uit naar hedendaagse kunstenaars en hun creatieve wereld. Hij heeft nauw contact met zowel gevestigde als veel jonge kunstenaars, die hij portretteert in hun werkomgeving. 
Naast spiegelreflexcamera's en middenformaatcamera's gebruikt hij vaak een 680 Polaroid camera.
Hij heeft gewerkt voor tijdschriften als Architectural Digest, Rolling Stone, Der Spiegel, Süddeutsche Zeitung Magazin, Stern, Time, Vanity Fair, Vogue en Die Zeit.
Naast zijn portretten wijdt Mark zich regelmatig aan freelance projecten. In de serie “Natura Morta” (2017) fotografeerde hij in beslag genomen voorwerpen uit de bewijskamer van het Bundesamt für Naturschutz. Deze objecten, meestal afkomstig uit het domein van het behoud van diersoorten, waren oorspronkelijk bedoeld als souvenirs voordat ze door de douane in beslag werden genomen. Mark beeldt deze objecten af op een manier die hun fascinatie benadrukt, om vervolgens een nog sterkere afwijzing bij de kijker op te roepen. De serie werd in 2017 in twee delen gepresenteerd in de Gemäldegalerie der Akademie der bildenden Künste Wien en het Naturhistorisches Museum Wien.